# Фюстеруо
Фюстеруо́ (фр. Fustérouau) — коммуна во Франции, находится в регионе Юг — Пиренеи. Департамент — Жер. Входит в состав кантона Эньян. Округ коммуны — Миранд.
Код INSEE коммуны — 32135.

## География

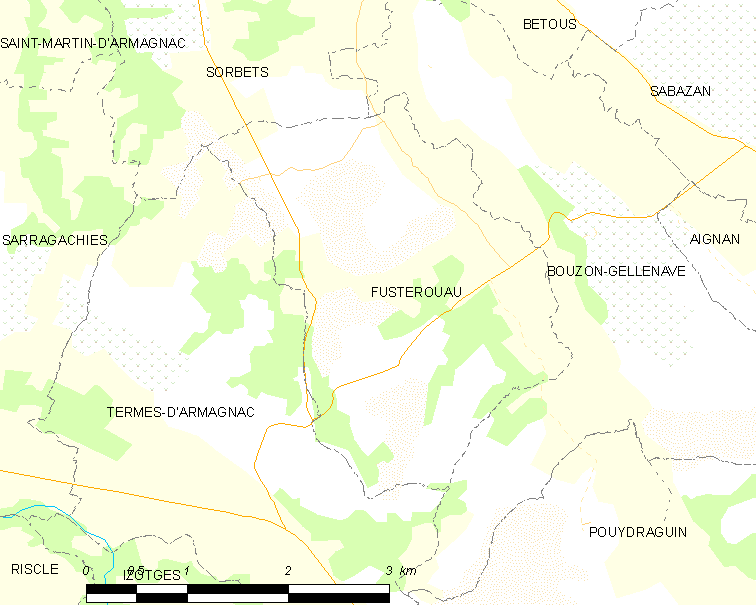
Карта коммуны

Коммуна расположена приблизительно в 610 км к югу от Парижа, в 120 км западнее Тулузы, в 50 км к западу от Оша.
На северо-востоке коммуны протекает река Миду.

## Климат
Климат умеренно-океанический. Лето жаркое и немного дождливое, температура часто превышает 35 °С. Зимой часто бывает отрицательная температура и ночные заморозки. Годовое количество осадков — 700—900 мм.

## Население
Население коммуны на 2010 год составляло 130 человек.
| 1962 | 1968 | 1975 | 1982 | 1990 | 1999 | 2010 |
| ---- | ---- | ---- | ---- | ---- | ---- | ---- |
| 151  | 149  | 132  | 120  | 102  | 114  | 130  |

## Администрация
| Период | Период | Фамилия        | Партия | Примечания |
| ------ | ------ | -------------- | ------ | ---------- |
| 2001   | 2020   | Жан-Пьер Мюссе |        |            |

## Экономика
В 2010 году среди 74 человек трудоспособного возраста (15-64 лет) 51 были экономически активными, 23 — неактивными (показатель активности — 68,9 %, в 1999 году было 57,4 %). Из 51 активных жителей работали 49 человек (26 мужчин и 23 женщины), безработных было 2 (0 мужчин и 2 женщины). Среди 23 неактивных 6 человек были учениками или студентами, 6 — пенсионерами, 11 были неактивными по другим причинам.

## Достопримечательности
- Церковь Св. Иоанна Крестителя (XI—XII века)
- Церковь Св. Архангела Михаила (XI—XII века)